# Nana to Kaoru
Nana to Kaoru (ナナとカオル lit. Nana y Kaoru?) es una serie de manga escrita e ilustrada por Ryūta Amazume. Fue serializada en la revista Young Animal de la editorial Hakusensha. Hasta la fecha, se han publicado 18 volúmenes, al igual que otras dos series de manga, un OVA y dos películas en imagen real.

## Argumento
Kaoru Sugimura es un muchacho virgen de 17 años el cual tiene fetiche de S&M. El siempre había soñado con una relación S&M/BDSM con su amiga de la infancia y vecina, Nana Chigusa, la cual siempre fue vista como perfecta y es siempre el objetivo de las miradas de los chicos en el instituto. Su relación ha sido deteriorada a través de los años, debido a que se han juntado con gente diferente ya que Kaoru había dejado de tomarse los estudios tan seriamente. Nana había comenzado a sentir mucho estrés en el instituto, es entonces que una profesora le sugiere que busque una forma de relajarse; es entonces que un día, la madre de Kaoru le da algunos juguetes BDSM a Nana para que los cuide. 
Es entonces que encuentra el traje de cuero de una pieza que Kaoru acababa de comprar, se lo prueba y accidentalmente queda atrapado en él y se da cuenta de que no tiene la llave, es entonces que va con Kaoru para que se lo quite, donde el mismo procede a cortar con pena el traje, ya que el tampoco tenía la llave. Luego de ser liberada, Nana descubre que lo que había sucedido causó que se relajara y gracias a eso mejore su rendimiento académico. Es entonces cuando los dos comienzan a relacionarse en muchas otras actividades S&M/BDSM, las cuales ellos llaman "respiros". La historia cuenta sus vidas mientras exploran el mundo del S&M mientras lo mantienen en secreto de sus compañeros del colegio y familiares.

## Personajes

### Personajes principales

#### Kaoru Sugimura(杉村 薫,Sugimura Kaoru?)
Seiyū: Junji Majima
Kaoru es un chico virgen de 17 años cuyo hobby son las fantasías sadomasoquistas y de dominación, en particular, la compra y mantenimiento de prendas y juguetes BDSM, ya que no tenía pareja. Está secretamente enamorado de su vecina Nana Chigusa, a quien conoce desde que eran niños, de forma que cuando ella acepta participar en sus juegos BDSM se pone extremadamente feliz, aunque en secreto. Un estudiante mediocre, bajo de estatura, feo y muy poco popular, vive preocupado al pensar que eventualmente deberá dejar a Nana seguir con su vida y separarse de él luego de que terminen la secundaria. Tiene constantemente problemas en contenerse, cuando Nana voluntariamente se ofrece para sus «respiros», y aunque se prepara para estos juegos eróticos a menudo termina fracasando en su rol de amo debido al amor que siente por Nana. Inicialmente muestra deseos intensamente oscuros de dominar a Nana, que reprime por un tiempo, pero eventualmente se da cuenta de que no quiere lastimarla y simplemente la ama y quiere que ella le corresponda. Decide entonces esforzarse y empieza a mejorarse a sí mismo, con la esperanza de que un día será capaz de caminar junto a ella. Su relación se desarrolla aún más en las secuelas al manga, «Arashi» y «Last Year» (Último año). En las películas en imagen real está interpretado por Rakuto Tochihara. En la animación OVA, Junji Majima hace su voz. Su nombre se inspira en el del escritor de novelas de BDSM Harinaru Sugimura.

#### Nana Chigusa(千草 奈々,Chigusa Nana?)
Seiyū: Kaoru Mizuhara
Nana es la chica más popular y hermosa del instituto, sobresaliente en todo tipo de actividades incluyendo todo lo académico, ser la vicepresidenta del consejo estudiantil, y la presidenta del equipo de atletismo, y además espera ser admitida a la prestigiosa Universidad de Tokio para convertirse en abogada. Es también incapaz de negarse a los favores que constantemente le piden sus compañeros y profesores, de manera que fácilmente acumula estrés. Con tanto peso en sus hombros, una profesora le sugiere que se tome un respiro para liberar estrés. Es entonces que ella descubre que participar en prácticas eróticas BDSM, como la sumisa de su vecino y amigo de la infancia Kaoru, mejora completamente su rendimiento académico. Estos «respiros» le brindan placer, siendo sujeta a actos que no experimentaría normalmente, así como al alivio de ser capaz de mostrarle a Kaoru partes de sí que no le puede mostrar a nadie más. En el comienzo de la serie, los dos han estado alejándose uno de otro, pero empiezan a acercarse a medida que empiezan a tomar sus «respiros», en los que Kaoru la ayuda a relajarse de las presiones que entrenta por ser una estudiante «perfecta». Kaoru la apoya enormemente, incluso sin que ella se dé cuenta, y gradualmente empieza a enamorarse de él, de lo que se hace consciente hacia el final de la primera serie. Su relación se desarrolla aún más en las secuelas al manga, «Arashi» y «Last Year» (Último año) En la primera película en imagen real, es interpretada por Maho Nagase y en la segunda por Miku Aono. Su nombre se inspira en el de Tadao Chigusa (1930-1995), un prolífico escritor japonés de novelas eróticas de BDSM.

#### Ryōko Tachi(舘 涼子,Tachi Ryōko?)
Seiyū: Natsumi Takamori
Ryōko es una chica que Kaoru conoce un día mientras estaba trotando como suele en la madrugada. Kaoru la confunde con un chico hasta que ella menciona que quiere participar en un heptatlón, la versión femenina de un decatlón. Enojada por el malentendido y/o por la ausencia de sus pechos, ella le muestra su modesto escote como prueba de su sexo. Ryōko perdió con Nana previamente en una competición atlética. Cuando descubre el hobbie secreto de Kaoru y Nana, se muestra crítica inicialmente, pero desarrolla un interés en ello y comienza a intentar persuadir a Kaoru para que le deje unirse en sus actividades sado-masoquistas. A diferencia de Nana, que es más dependiente de Kaoru, Ryōko busca emociones fuertes en una forma más similar a la de los deportes. A diferencia de la mayoría de personajes, parece ser capaz de pasar de roles sumisos a dominantes, si bien prefiere claramente su lado sumiso. A medida que avanza la serie parece enamorarse de Kaoru, pero es consciente de que éste nunca la verá con los mismos ojos con los que ve a Nana y parece haberlo aceptado, llegando incluso a ayudar a Nana cuando es necesario. Nana la veía inicialmente como una rival en términos amorosos y de sumisión, pero con el tiempo se convierten en buenas amigas. Su nombre se inspira en el del escritor de novelas eróticas de BDSM Jun'ichi Tate (Tate se escribe con el mismo carácter kanji que Tachi).

### Personajes secundarios

#### Mitsuko Tachibana(橘 満子,Tachibana Mitsuko?)
Seiyū: Asuka Nishi
Mitsuko es la administradora de la tienda de BDSM la cual Kaoru frecuenta. Posee un vasto conocimiento de BDSM y le enseña a Nana acerca de varias cosas que tienen que ver con tal estilo de vida. Poco se dice de Mitsuko en la serie principal; en cambio, es una de las protagonistas en la secuela Nana to Kaoru: Arashi, donde se dice bastante más acerca de ella. Estudió historia de Japón en la Universidad de Tokio (Tōdai), especializándose en cultura japonesa desde la era Meiji, donde incluso completó estudios de posgrado. Su nombre se inspira en el del escritor de novelas eróticas Shinji Tachibana.

#### Shutarō Sarashina(更科 修太郎,Sarashina Shutarō?)
Seiyū: Akio Ōtsuka
Escritor de novelas BDSM. Kaoru lo respeta y usa sus obras como referencia para sus juegos eróticos con Nana. De hecho, Sarashina es el amo/dominador de Mitsuko en su relación BDSM. Tiene aproximadamente 50 años de edad, y su nombre se inspira en el del escritor de novelas eróticas por internet Sarashina.

## Media

### Manga
El manga es publicado en francés por Pika Édition. También es publicado en alemán por Panini Cómics Alemania.
Nana to Kaoru: Arashi se ubica ocho meses después de los eventos ocurridos en Nana to Kaoru. El primer volumen fue publicado el 29 de junio de 2011 y el último el 4 de abril de 2014.
Nana Kao Pink Pure, un manga spin-off en formato yonkoma, con las ilustraciones de Tamami Momose comenzó a serializarse en la Young Animal Arashi el 7 de octubre de 2011. Consta de un solo volumen completo el cual fue publicado el 29 de enero de 2014

### Películas en imagen real
Se han producido dos películas en imagen real basadas en el manga, ambas dirigidas por Atsushi Shimizu. La primera, el 19 de marzo de 2011, y la segunda, Nana to Kaoru: Chapter 2 (ナナとカオル　第２章?), el 8 de septiembre de 2012.

### OVA
Un OVA producido por AIC PLUS+, dirigido por Hideki Okamoto y con los diseños de personajes de Atsuko Watanabe fue emitido el 29 de marzo de 2011.

## Recepción
El volumen 3 alcanzó el puesto 30 en el calendario semanal de Origon y, a partir del 31 de enero de 2010, ha vendido 25.008 copias; el volumen 5 estuvo en el puesto 22 y, desde el 31 de octubre de 2010, ha vendido 34.146 copias; el volumen 6 alcanzó el puesto 15 y, desde el 3 de abril de 2011, ha vendido 34.792 copias; por otra parte, el primer volumen de Nana to Kaoru: Arashi alcanzó el puesto 23 y, desde el 3 de julio de 2011, ha vendido 33.619 copias, el segundo alcanzó el puesto 28 y, desde el 3 de junio de 2012, ha vendido 21.655 copias; y el tercero alcanzó el puesto 46 y, desde el 2 de marzo de 2013, ha vendido 18,741 copias. Volviendo a la serie original, el volumen 9 de esta alcanzó el puesto 24 y, desde el 7 de octubre de 2012, ha vendido 55.005 copias; mientras que el volumen 11 alcanzó el puesto 22 y, desde el 4 de agosto de 2013, ha vendido 40.873 copias.